# Canal 31
Le canal 31 (autrefois canal 21) est un canal de télévision partagé entre plusieurs chaînes locales françaises. Il émet sur le multiplex Multi 7 de la TNT en région parisienne depuis le 20 mars 2008.
Depuis le 1er avril 2025, le canal est partagé entre deux chaînes sur les créneaux suivants :
- 21 h - 0 h : Télé Bocal ;
- 0 h - 1 h : Night TV.

Le reste du temps, une mire affiche les horaires de diffusion des deux chaînes.

## Historique
Le 20 mars 2008, le CSA autorise le début de la diffusion de sept nouvelles chaînes locales en région parisienne sur le réseau de la TNT. Quatre de ces chaînes, à savoir Cinaps TV, BDM TV, Demain ! IDF et Télé Bocal, se partagent leur temps d'antenne sur le canal 21 de la manière suivante : 
| Créneau | Société ou association éditrice | Nom du service |
| --- | ------------------------------- | -------------- |
| - 6 h - 8 h (lundi - dimanche) - 22 h 30 - 0 h (vendredi) - 12 h - 17 h (samedi et dimanche) - 23 h - 2 h (dimanche) | Association Cinaps TV           | Cinaps TV      |
| 8 h - 12 h (lundi - dimanche)                                                                                        | Association Banlieues du monde  | BDM TV         |
| - 12 h - 23 h (lundi - jeudi) - 12 h - 22 h 30 (vendredi) - 17 h - 23 h (samedi et dimanche)                         | Demain Saison 2                 | Demain ! IDF   |
| - 23 h - 2 h (lundi - jeudi et samedi) - 0 h - 2 h (vendredi)                                                        | Association Bocal               | Télé Bocal     |

Le 12 décembre 2012, les chaînes basculent sur le canal 31 à la suite du lancement de six nouvelles chaînes sur la TNT nationale (HD1, L'Équipe 21, 6ter, Numéro 23, RMC Découverte et Chérie 25).
En 2018, l’association Banlieues du monde, éditrice de la chaîne BDM TV, est mise en demeure d’émettre sur la TNT francilienne. Sa convention ayant pourtant été reconduite le 20 juillet 2017, le CSA a constaté une absence d’émission de programmes de la part de la chaîne, et ce au moins depuis juillet 2017.
Le CSA lance un appel à candidature le 15 novembre 2017 pour l'attribution du créneau 2 h - 9 h. La candidature des éditeurs de la chaîne Nocturne 31 (N31), Respawn et le WAT Social Club est retenue et ces derniers sont alors auditionnés par le CSA le 7 février 2018. Après examination du projet, le CSA donne son feu vert pour la diffusion de la nouvelle chaîne. Après conclusion de la convention, le CSA délivrera l'autorisation d’émettre, qui devrait prendre effet au plus tôt le 20 mars 2018. Il s'agira ainsi d'une programmation gratuite entièrement consacrée à la culture Internet, une première en France. Un an plus tard, une décision datée du 27 février 2019 déclare infructueux l'appel d'offre du 15 novembre 2017, les sociétés éditrices ayant renoncé à la candidature de leur chaîne qui n'a finalement jamais vu le jour.
La chaîne Cinaps TV cesse d'émettre sur le canal partagé le 20 mars 2018. L’association Cinaps TV ne s’étant pas rendue à l’audition publique du 3 novembre 2016, le CSA n’a pu reconduire l’autorisation d'émettre délivrée initialement à la chaîne.
Le 16 décembre 2020, le CSA lance un appel à candidature pour l'édition d'un service de télévision diffusé le créneau 6 h - 9 h (vacant depuis l'arrêt de Cinaps TV). Dans un communiqué du 16 mars 2021, le CSA déclare recevables les candidatures de la SAS Pitchoun Médias et de la SAS B SMART TV pour les services TV Pitchoun Paris Île-de-France et B SMART. Le 7 juillet 2021, la SAS Pitchoun Médias, finalement seule candidate en raison du désistement de la SAS B SMART TV, est entendue en audition publique pour le projet TV Pitchoun Paris Île-de-France. La chaîne reçoit l'autorisation d'émettre sur le canal 31 le 17 novembre 2021, et commence à diffuser ses programmes le 23 novembre 2021 à 6 h.
Le 12 octobre 2022, à la demande de la SAS Demain Saison 2, l'Arcom abroge l'autorisation de cette dernière à utiliser une ressource radioélectrique pour la diffusion de Demain ! IDF sur la TNT francilienne. La chaîne cesse d'émettre sur le canal 31 le 30 novembre 2022. Dans le même temps, l’Arcom lance cinq appels aux candidatures pour la diffusion de services de télévision à vocation locale en région parisienne. Dans ces appels aux candidatures, l'Autorité a également procédé à un redécoupage horaire de la diffusion des différents services.
Le 18 janvier 2023, l'Arcom déclare recevables neuf candidatures qui seront ensuite auditionnées le 8 février 2023 : 
- Trois sur les créneaux 9 h - 13 h et 13 h - 21 h : Juher Group pour le projet French Accent, Pitchoun Médias pour le projet TV Pitchoun Paris Île-de-France et Ninety Four Production pour le projet Piksa TV ;
- Deux sur le créneau 21 h - 0 h : Association Bocal pour le projet Télé Bocal et Juher Group pour le projet French Accent ;
- Une sur le créneau 0 h - 1 h : Lérins Médias pour le projet Night TV.

Finalement, le 15 mars 2023, et à l’issue de cette procédure, les services autorisés sont les suivants : 
| Créneau     | Société ou association éditrice | Nom du service                  |
| ----------- | ------------------------------- | ------------------------------- |
| 9 h - 13 h  | Pitchoun Médias                 | TV Pitchoun Paris Île-de-France |
| 13 h - 21 h | Pitchoun Médias                 | TV Pitchoun Paris Île-de-France |
| 21 h - 0 h  | Association Bocal               | Télé Bocal                      |
| 0 h - 1 h   | Lérins Médias                   | Night TV                        |

Faute de candidatures, le créneau 1 h - 6 h n’est pas attribué. Ces décisions entrent en vigueur à compter du 20 mars 2023.
Les chaînes TV Pitchoun Paris Île-de-France et Télé Bocal adoptent leurs nouvelles plages de diffusion le 3 octobre 2023 et la nouvelle chaîne Night TV commence à émettre ses programmes le 6 octobre 2023 à minuit. Le 7 octobre 2023, la chaîne TV Pitchoun Paris Île-de-France abandonne finalement sa diffusion sur le créneau 9 h - 21 h que l'Arcom lui avait attribué au mois de mars et conserve sa plage de diffusion initiale (6 h - 9 h).
La chaîne TV Pitchoun Paris Île-de-France cesse d'émettre le 1er avril 2025.

## Identité visuelle

Logos du canal 21 (2008-2012)
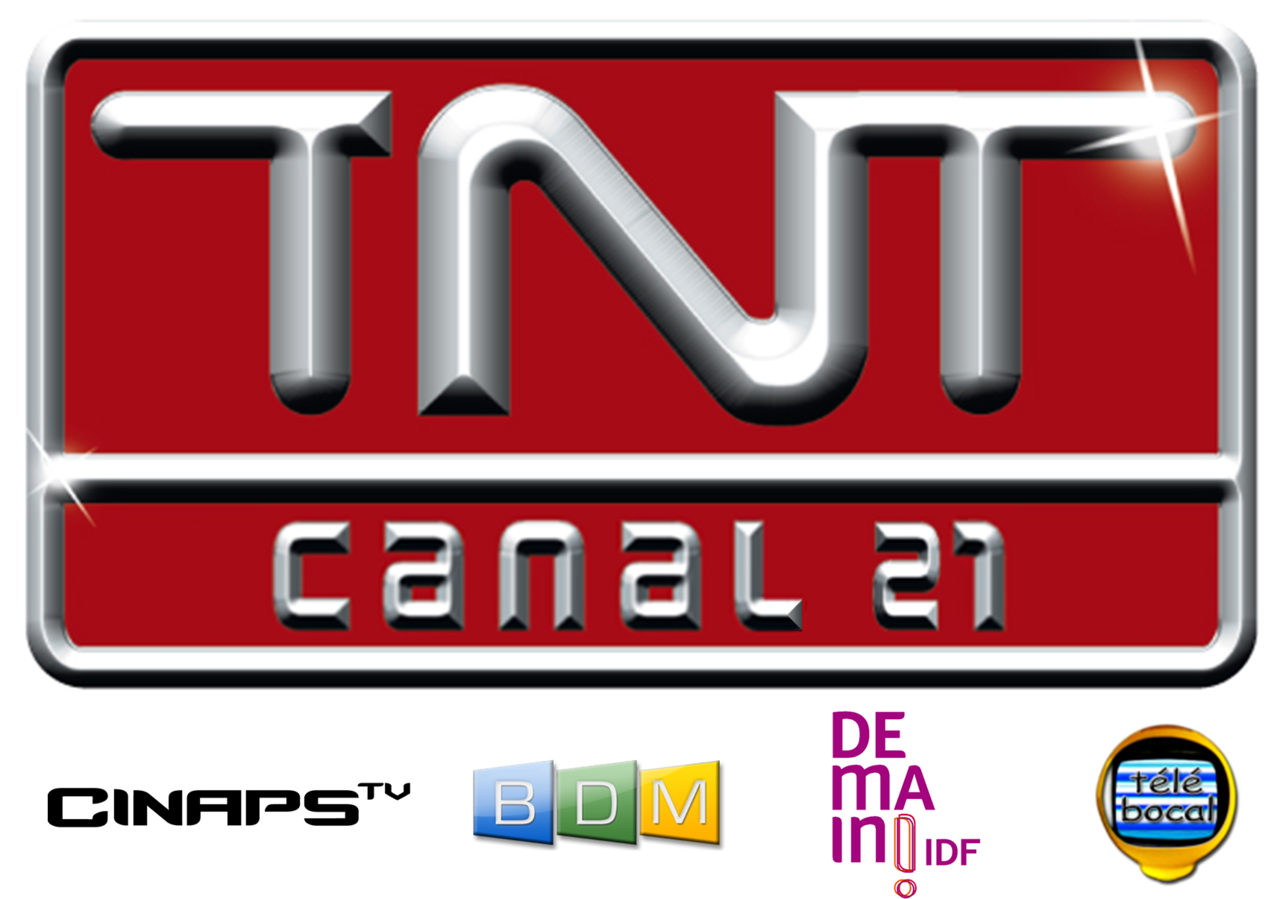
Ancien logo du canal 21 du 20 mars 2008 au 12 décembre 2012.
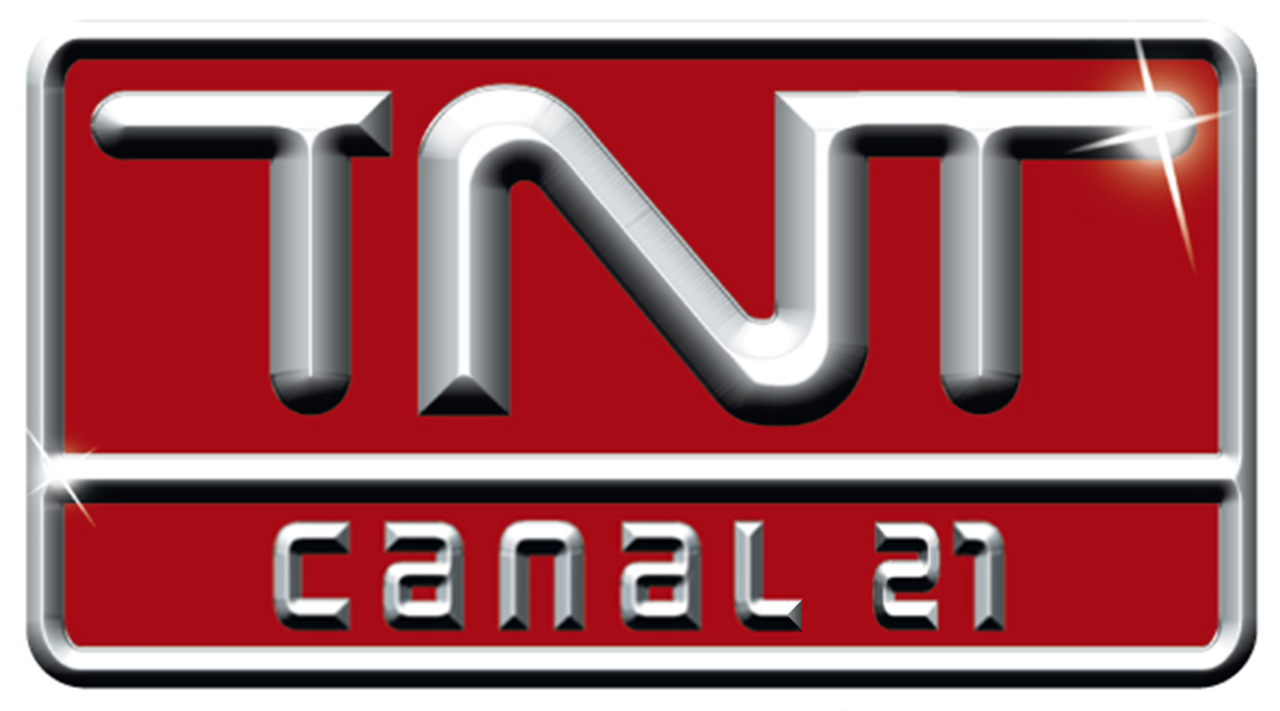
Ancien logo neutre du canal 21.

Logos du canal 31 (depuis 2012)
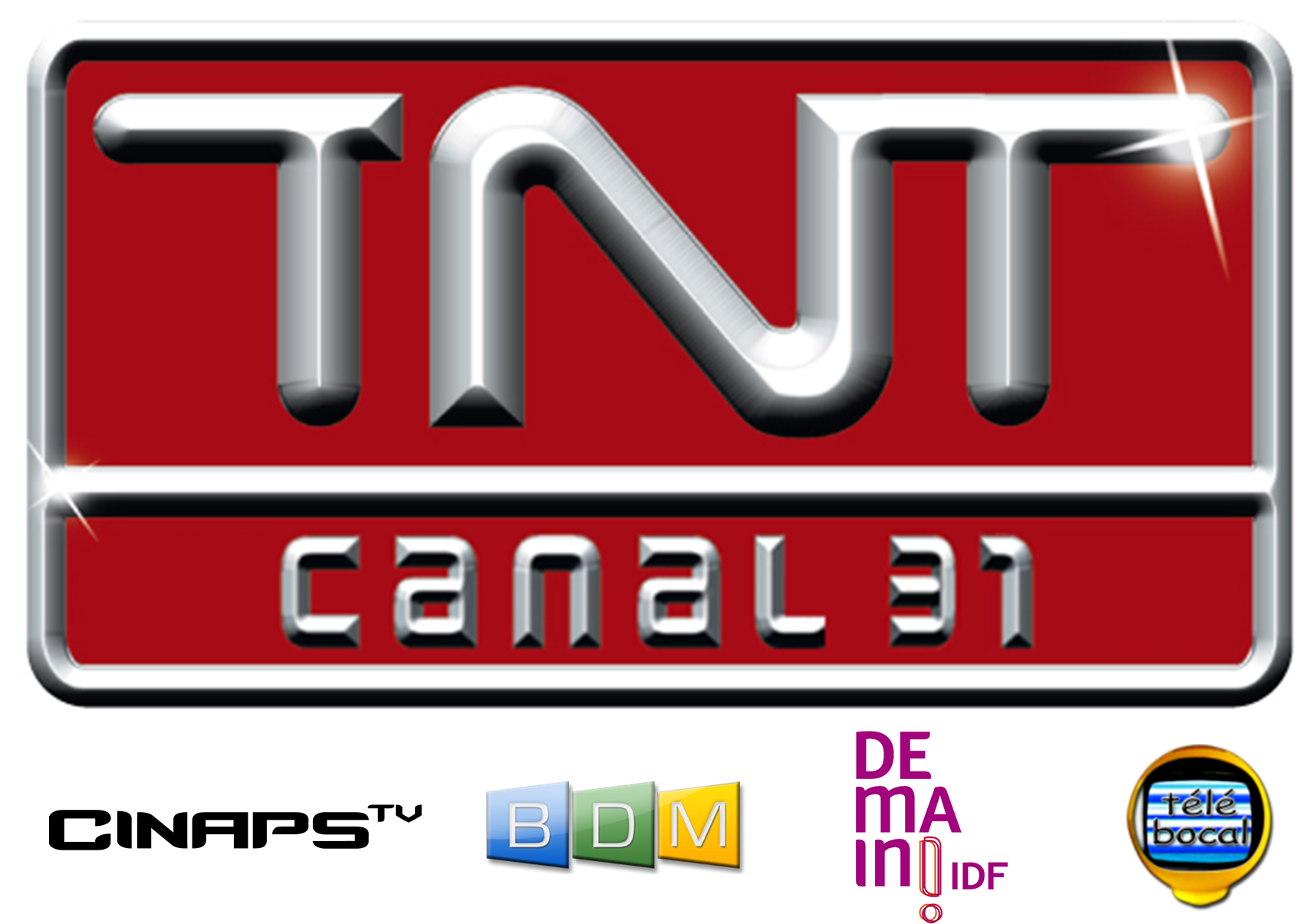
Ancien logo du canal 31 du 12 décembre 2012 à juillet 2017.
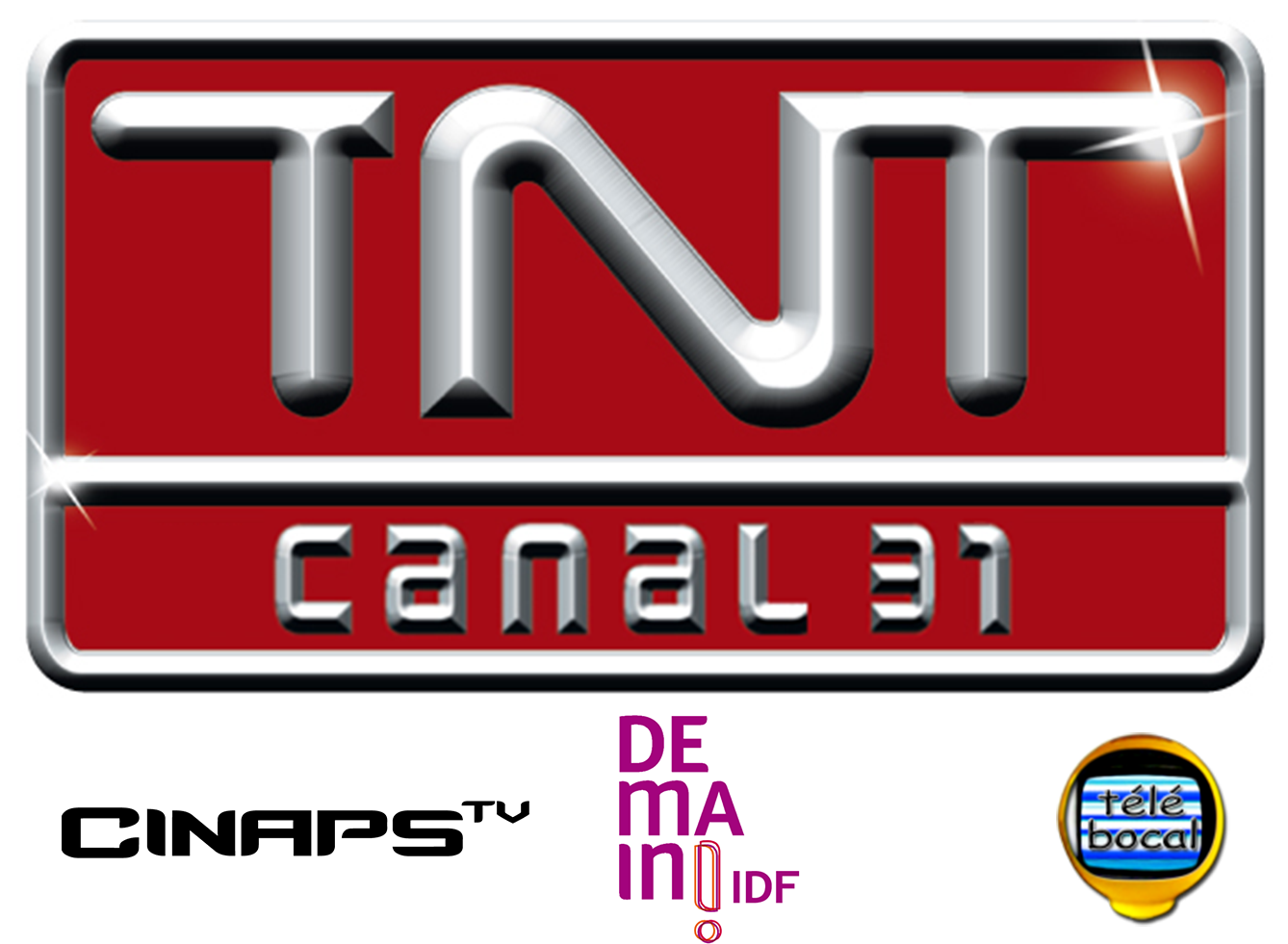
Ancien logo du canal 31 de juillet 2017 au 20 mars 2018.
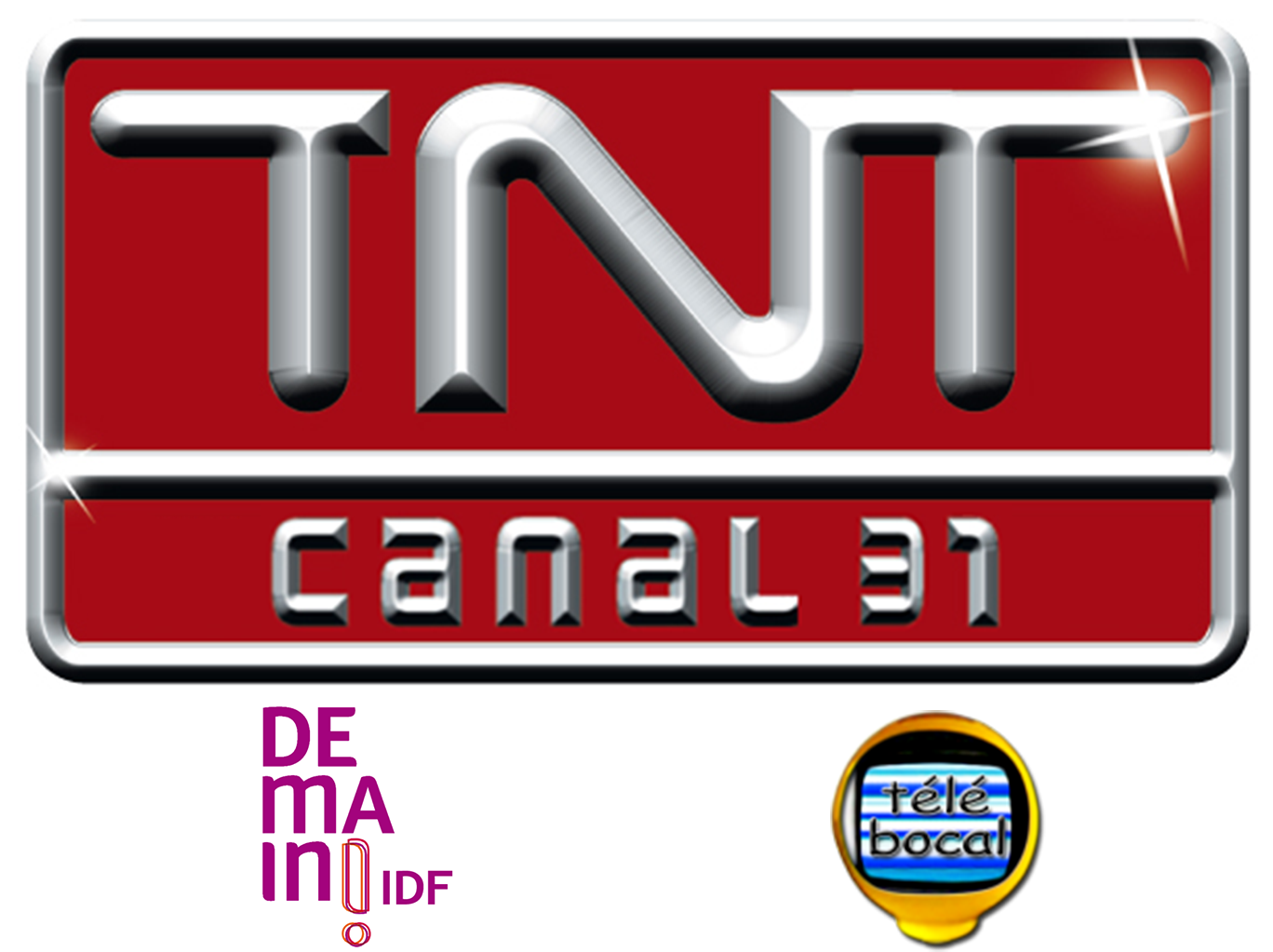
Ancien logo du canal 31 du 20 mars 2018 au 23 novembre 2021.
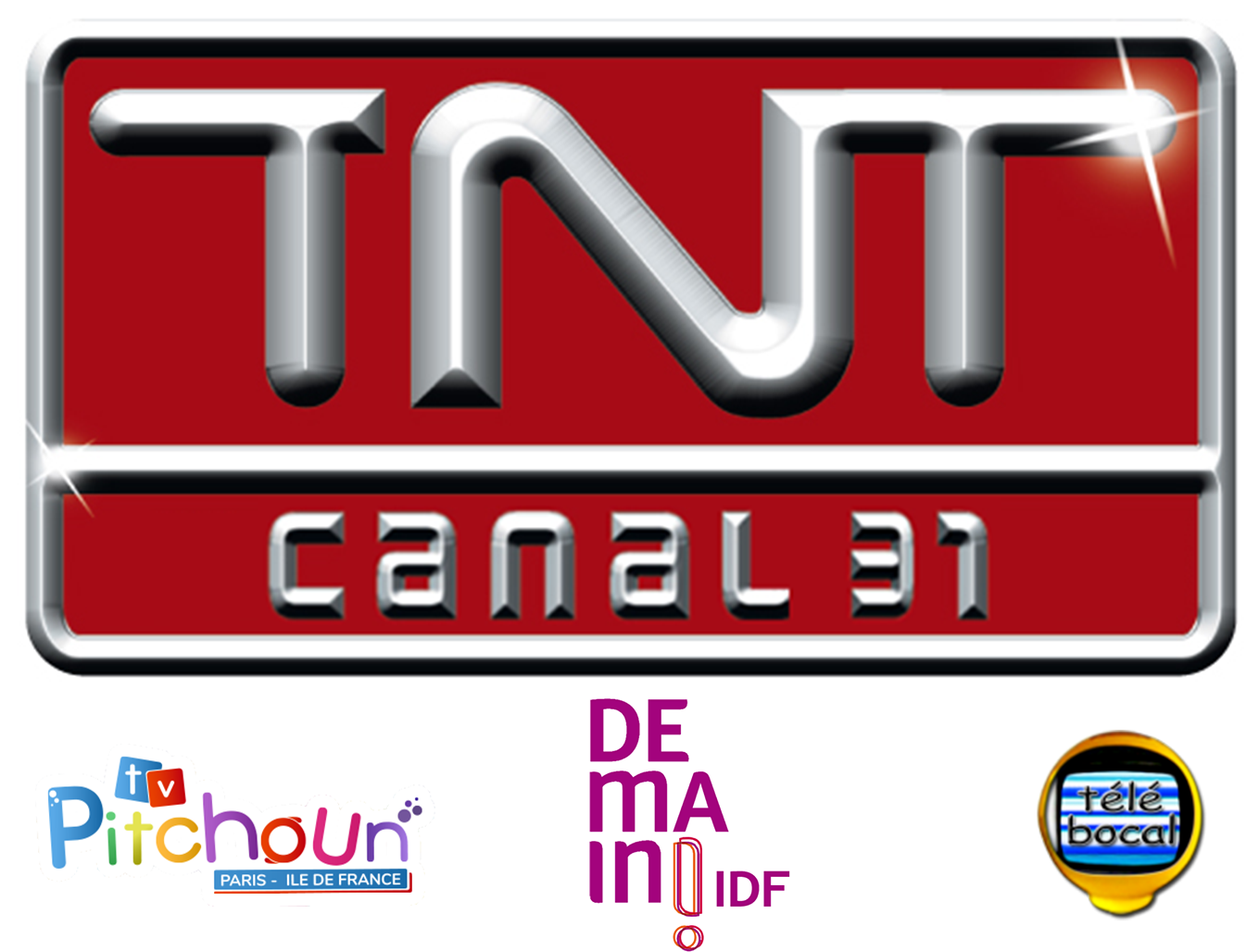
Ancien logo du canal 31 du 23 novembre 2021 au 30 novembre 2022.
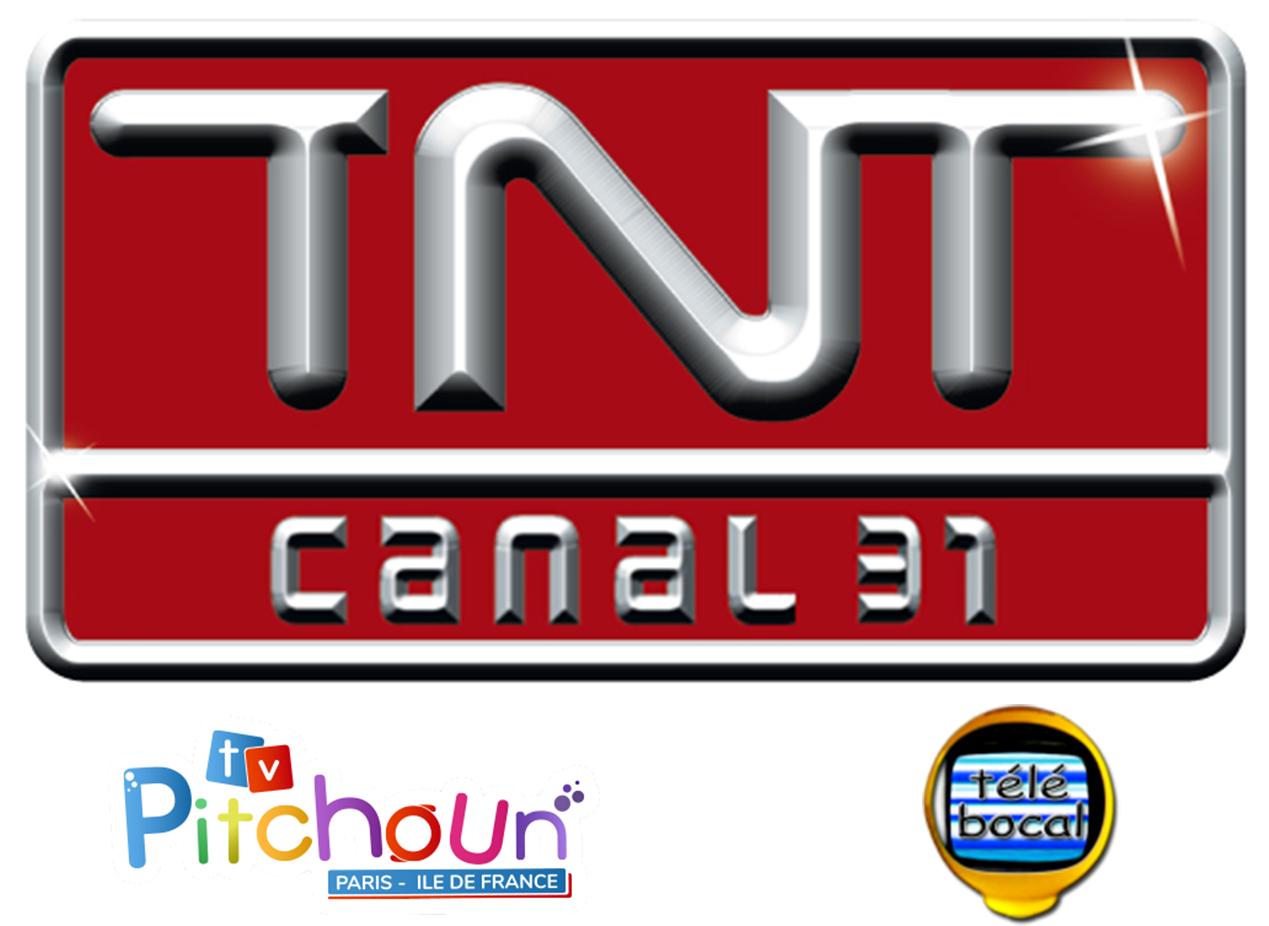
Ancien logo du canal 31 du 30 novembre 2022 au 5 octobre 2023.
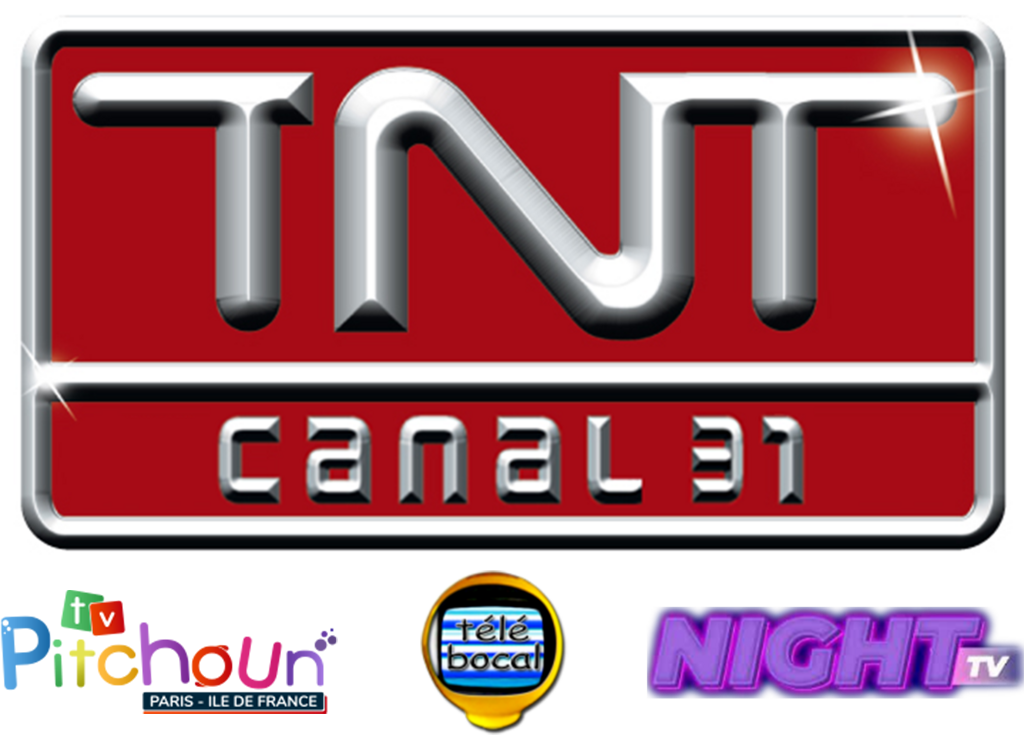
Ancien logo du canal 31 depuis le 6 octobre 2023 au 1er avril 2025.
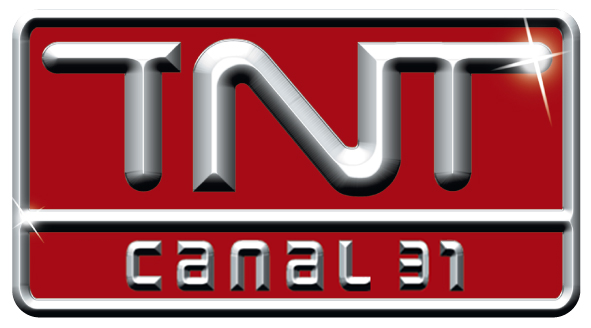
Logo neutre du canal 31.

Logos des chaînes diffusées sur le canal
Logo de BDM TV.
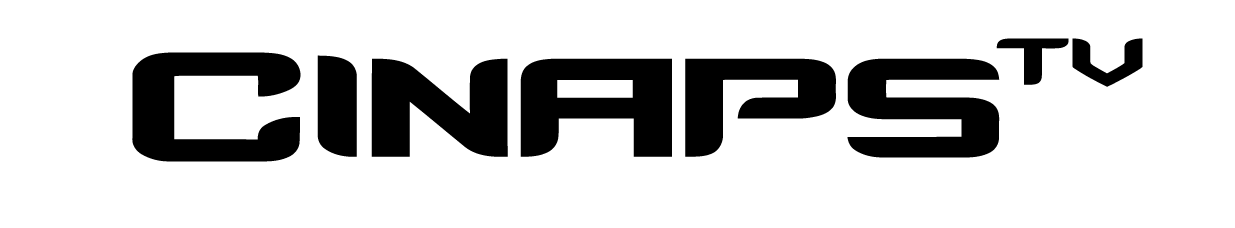
Logo de Cinaps TV.
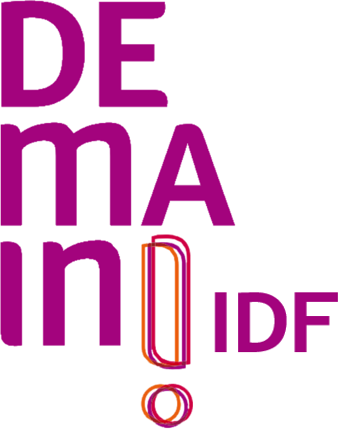
Logo de Demain ! IDF.
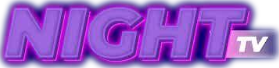
Logo de Night TV.
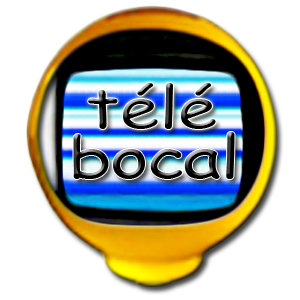
Logo de Télé Bocal.
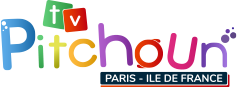
Logo de TV Pitchoun Paris Île-de-France.